# Brihadísvara-templom
A Brihadísvara-templom vagy Peruvudaijár kójil (tamil: பெருவுடையார் கோயில) vagy más néven Rádzsarádzsesvara-templom egy több mint ezer éves, Siva istennek szentelt hindu templom az indiai Tandzsávúr városában. A dravida stílusú templomépítészet legkiemelkedőbb alkotása 1987 óta a kulturális világörökség része.

## Története
A templomot I. Rádzsarádzsa Csola csola király építtette a 11. század elején, kőbe vésett ősi feliratok szerint 1010-re készült el. A nagyszabású építkezés helyszínét az magyarázza, hogy Tandzsávúr ekkor a Csolák fővárosa volt. Mivel a közelben nem találhatók meg olyan gránitkövek, amelyből épült, ezért mintegy 50 km távolságból kellett ideszállítani az építőanyagot: ezt valószínűleg a Kávéri folyón közlekedő csónakokkal tették meg. Nem kis mennyiségű anyagról van szó, ugyanis ez a tandzsávúri templom körülbelül 40-szer akkora, mint amekkorákat abban a korban másutt építettek.
Nem sokkal a templom elkészülte után Rádzsarádzsa király elhunyt, és fia, I. Rádzsendra (aki sokkal sikeresebb katonai vezető volt) áthelyeztette a fővárost az innen 60 km-re fekvő Gangaikonda Csolapuramba, ahol egy még ennél is nagyobb templom építését rendelte el. Apja jókora földeket hagyományozott rá, hogy azok jövedelméből tartsák fenn a tandzsávúri templomot, ám az új uralkodó ezt a pénzt mind az új templomára költötte. Ráadásul a tandzsávúri templomon még akkor is folytak bizonyos munkálatok, de ezek is megálltak, amikor a mesterek átmentek az új építkezésre.
Fennállásának több mint ezer éve alatt legalább hat földrengést és egy nagyobb tűzvészt is átélt. 1987-ben a Világörökség részévé nyilvánították, majd 2004-ben ezt a helyszínt két másik Csola-templommal bővítették. 2010-ben, amikor ezeréves születésnapját ünnepelték, több rendezvényt is tartottak ezen évforduló kapcsán, a csúcspont az a táncelőadás volt, amelyen több mint 1000, többségében női táncos tartott egy háromnegyed órás előadást a templomnál. Az évforduló alkalmából egy 1000 rúpiás emlékérmét is kiadtak.

## Leírás
Az épületegyüttes India délkeleti részén, a Tamilnádu államban található Tandzsávúr városban áll. A Sivaganga nevű, később, a 16. században épített erődítményen belül található, annak déli részén. A templomhoz tartozó komplexum egy nyugat–keleti irányban elnyúló, fallal körülvett téglalap alakú udvar, amelynek szélessége körülbelül 120, hossza 240 méter. Ebben az udvarban az idők során, még a 19. században is számos épületet emeltek, csak a kis Csandesvara-szentély mutatja az eredeti stílust. A leglátványosabb és legmagasabb épületrész, a templom vimánája a téglalap hossztengelyének nyugati részén áll, míg keletebbre, szintén a főtengelyben egy Nandinak, a bika formájában ábrázolt istenségnek szentelt szentély (mandapa) található egy hatalmas (20 tonnás) Nandi-szoborral. Ettől még keletebbre haladva a tengely mentén elérjük az udvar főkapuját, majd az erőd főkapuját is.
A közel gúla alakú, rendkívül gazdagon díszített, a többi hasonló korú hindu templomtól eltérően gránitból épült vimána 13 szintes és 60 méter magas, ami igen magasnak számít, ám lapjai éppen akkora szöget zárnak be a talajjal, hogy még a téli napforduló idején, amikor a Nap a legalacsonyabban delel, még akkor sem vet délben árnyékot a földre. Építői a köveket bármiféle kötőanyag nélkül illesztették egymáshoz, és kézi erővel faragták meg. A torony csúcsán egy kör alaprajzú sikhara helyezkedik el.
A fő szentély belső terét kettős fal veszi körül, ezek között egy 1,88 méter széles, sötét folyosó húzódik.

### Műalkotások, jelképek a templomban
A legfontosabb jelkép az egyetlen mészkődarabból kifaragott hatalmas központi lingam, amely a „tudás legfőbb fényét” jelképezi, és ami olyan nagy méretű, hogy a papoknak külön állványzata van, amelynek segítségével feljuthatnak rá, és ott szertartásos mosdást végezhetnek. 3,7 méteres magasságával ez a legnagyobb lingam Tamilnáduban.
A templomot a hindu kozmológia szerinti világközpont, a Meru-hegy koncepciója alapján építették fel: a falakba és a szentélytorony fülkéibe foglalt istenség-ábrázolások a Meru fő csúcsa körüli kisebb csúcsok köreinek megnyilvánulásai, nem véletlenül nevezi az egyik kőbe vésett felirat a templomot a dél Merujának (Daksina Meru). A tornyon, a bejáraton és a lépcsőzeteknél elhelyezkedő szobrok némelyike befejezetlen maradt, ami arra utal, hogy ezek készítésével szobrászok különböző csoportjait bízták meg. A templom aediculáját díszítő összes tégla- és habarcsszobor a Csola-dinasztiánál későbbi korból származik. A templom csúcsán levő négy fő fülkében Siva isten négy, lényegében azonosan kinéző ülőszobrát helyezték el.
Az épületen megfigyelhető egy olyan faldíszítőelem, a kumbhapandzsara, amely Tamilnáduban korábban ismeretlen volt. A kumbhapandzsara nem más, mint egy olyan, falba süllyesztett fülkében elhelyezett pilaszter, amelynek tetejére egy urna alakú díszt faragtak.
Az épületet díszítő falfestmények három korszakban keletkeztek: a Csola-, a Nájaka- és a Marátha-korszakban. A szentélyt körülvevő sötét folyosó falán az 1930-as években Nájaka-kori festményeket fedeztek fel, de később kiderült, hogy alattuk egy másik rétegben még régebbi, Csola-kori festmények találhatók: ezeken kívül az egész világon nem ismert más, a Csola-korból fennmaradt festmény. Mivel a Csola-festmények úgy készültek, hogy magába a vakolatba keverték bele a színezőanyagot, míg a Nájaka-koriak úgy, hogy a vakolt felületre festettek színes festékkel, ezért utóbbiak kevésbé maradandók, elkezdtek lepattogzani. A Marátha-kori festmények két mellékszentélyben, az Amman- és a Szubramanja-szentélyben, valamint a Nandi-mandapában és az udvar falain találhatók. Jó részük II. Sarbhodzsi maráthai uralkodó megbízásából készült 1802 és 1803 táján.
Érdekesség, hogy bár hindu templom, mégis több benne található szobor és kőkarcolat Buddha életével kapcsolatos.

### Feliratok

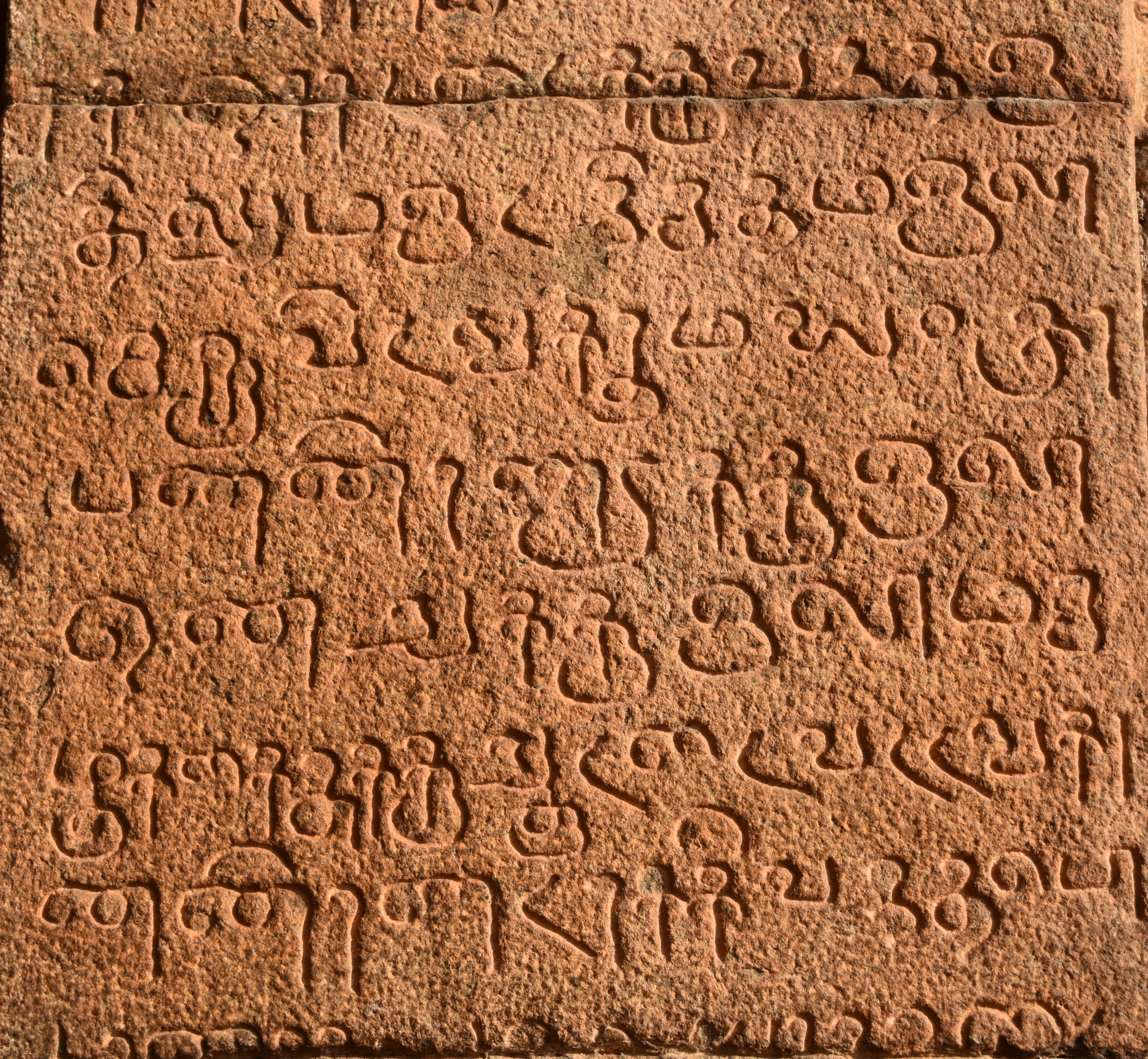
Kőbe vésett ősi felirat

A templomban számos helyen találhatók (például a főtorony talapzatán, a nagy előcsarnokban és a mellékszentélyekben) kőbe vésett, tamil és szanszkrit nyelvű írások, amelyek igen értékes információkat szolgáltatnak a történészek számára. A szövegek többek között az építtető személyéről, a templomépítés történetéről, a lingamnál bemutatandó szertartásokról (idejükről és mikéntjükről), az ott történő felajánlásokról (ékszerek, textíliák, virágok) és a havi és éves ünnepségekről szólnak. (Az építtető Rádzsarádzsa király még egy Perunkani nevű csillagászt is megbízott azzal, hogy a bolygók mozgása alapján kiszámítsa azokat a dátumokat, amikor ezeket az ünnepeket meg kell tartani.) Az egyik ilyen, 107 bekezdésből álló szöveg részletesen leírja például, hogy Rádzsarádzsa király hogyan adta ki palotájának fürdőszobájában ülve az utasítást arra, hogy ezt a parancsát felvéssék a vimána talapzatára, és egy listát is tartalmaz azokról az ajándékokról, amelyet ő, valamint Kundavai nevű nővére és egyéb személyek adományoztak az új templomnak. Ezek között az adományok között aranyedények, 66 bronzszobor, valamint az ezeket ékesítő, drágakövekkel, gyöngyökkel és korallokkal kirakott aranyékszerek is szerepelnek. Mára azonban ezeknek a tárgyaknak szinte mind nyoma veszett, csak két bronzszobor maradt meg, ékszerek nélkül.
Vannak olyan feliratok is, amelyek a templom kisegítő személyzetéről szólnak, így említést tesznek a takarítókról, a zászló- és napernyőhordozókról, az éjjeli körmenetek fáklyásairól, szakácsokról, táncosokról, zenészekről, valamint tamil és szanszkrit dalokat előadó énekesekről is. Az egyik felirat részletesen elmeséli azt is, hogyan szállítottak ide más tamilnádui templomokból 400 táncoslányt, és megemlít egy táncosdráma-előadást is.

## Képek

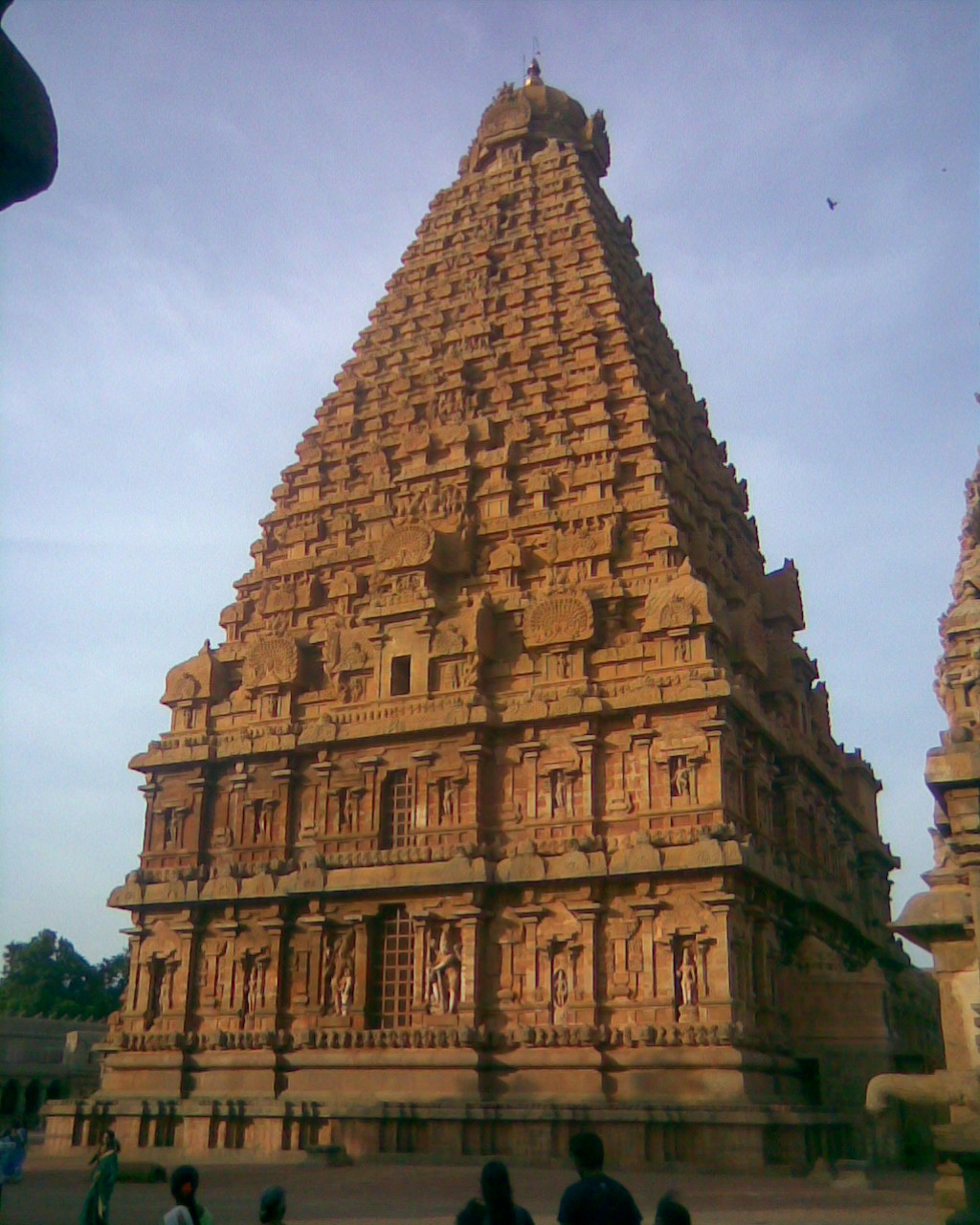
A templom vimánája
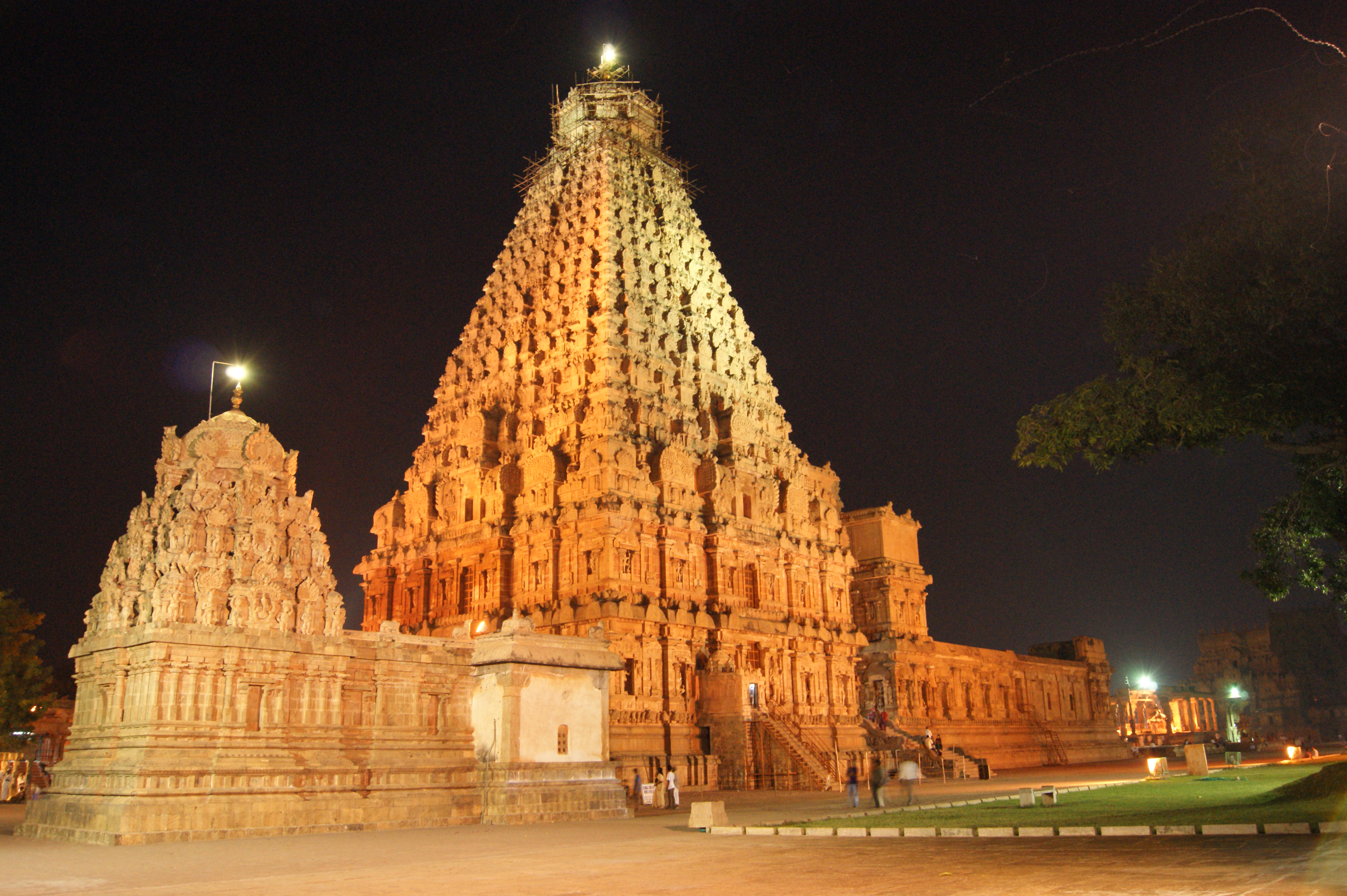
Éjjel, kivilágítva
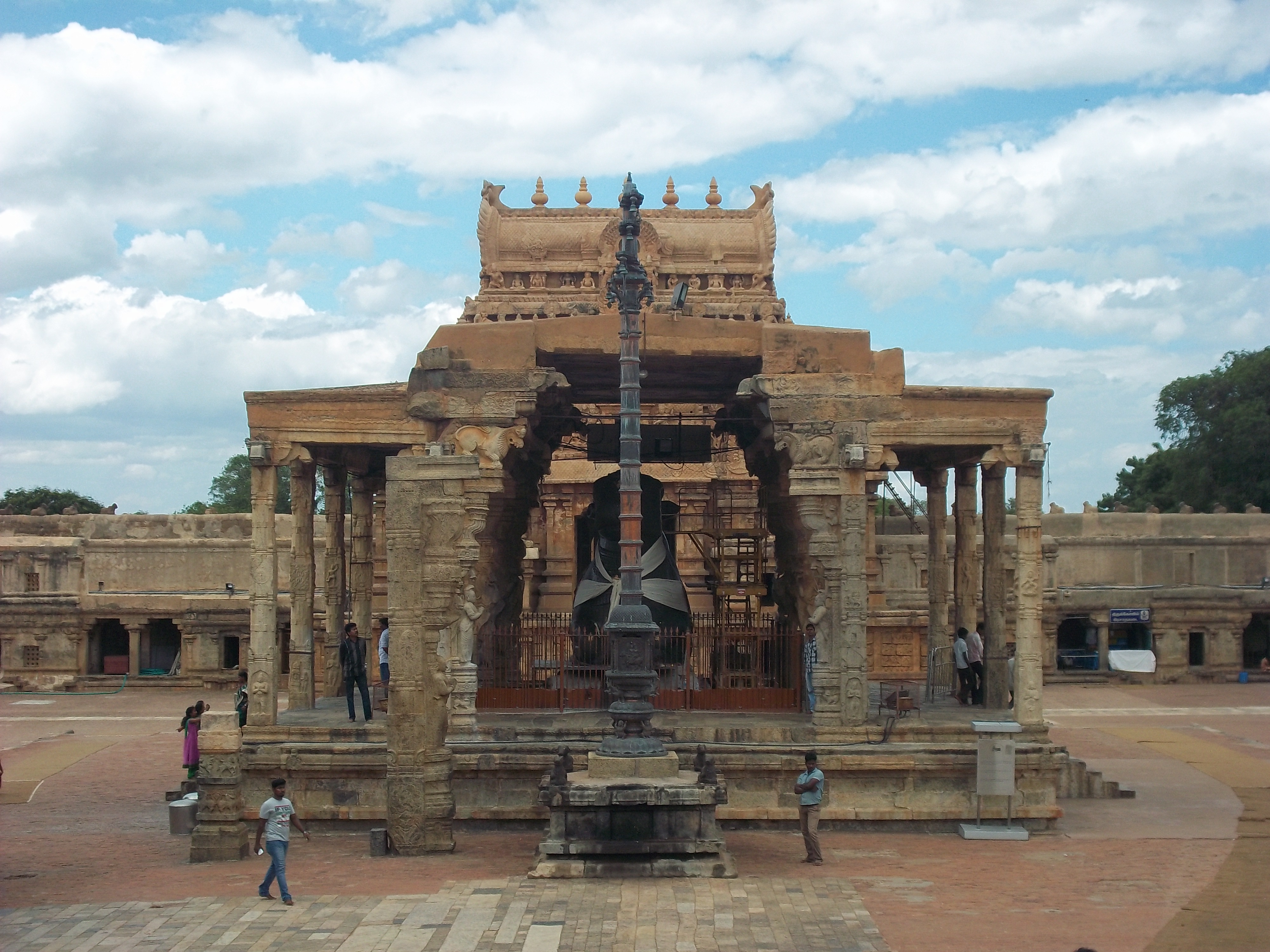
Az épületegyütteshez tartozó Nandi-szentély
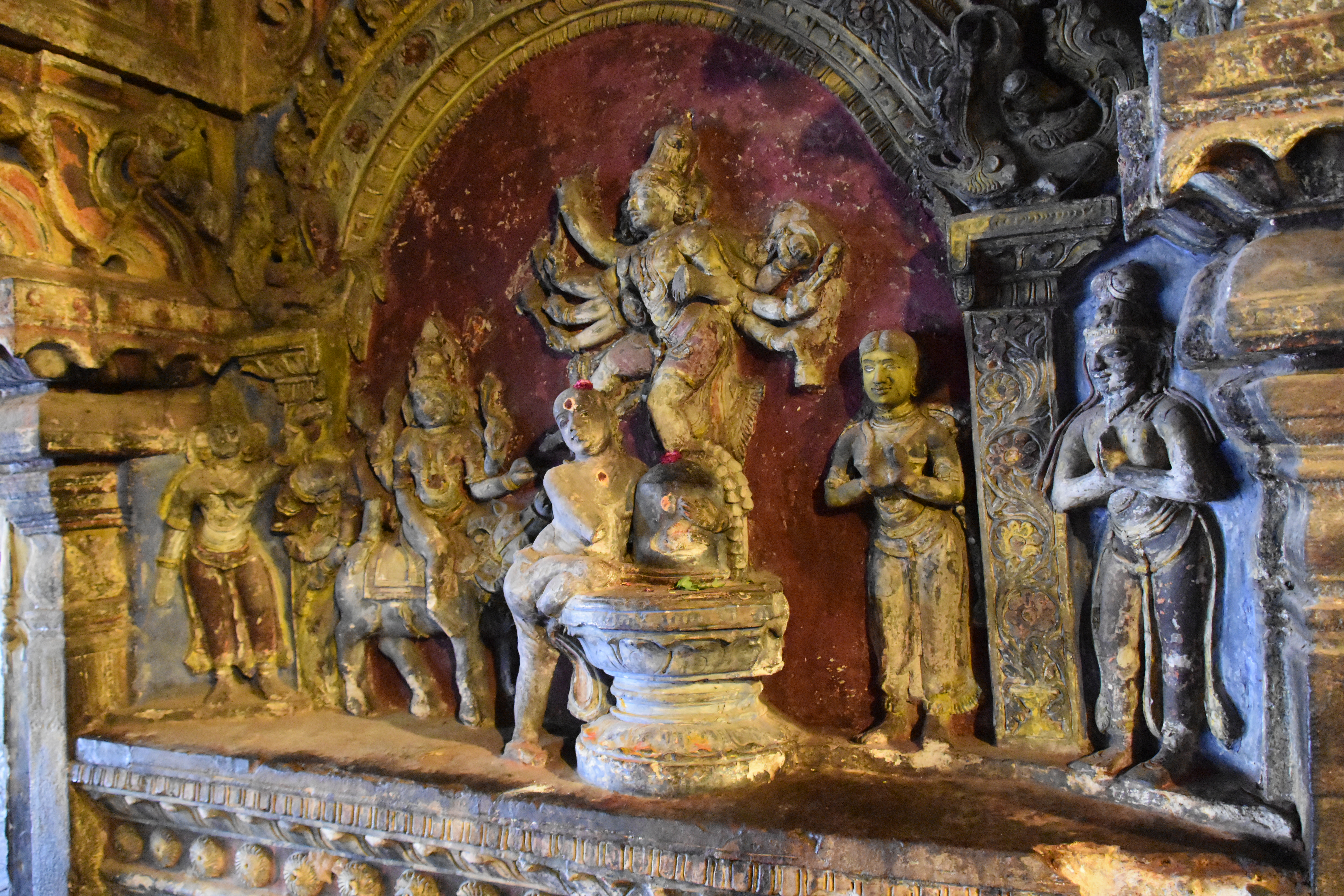
Szobrok a templomban
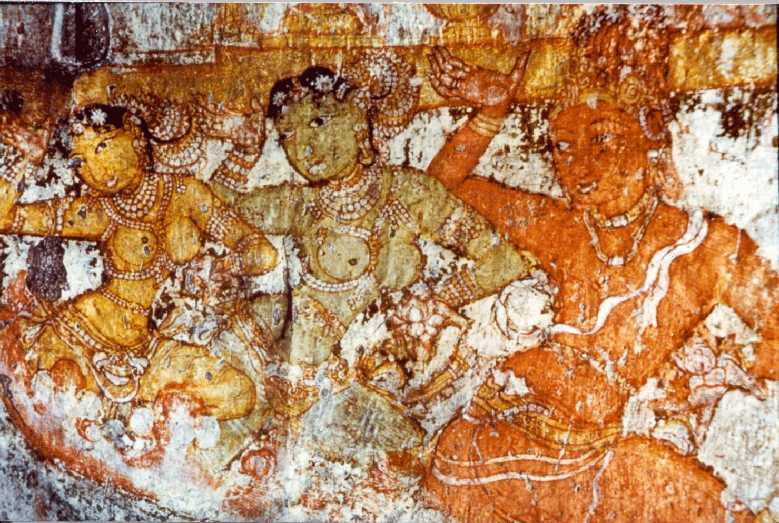
Csola-kori falfestmény a templomban